# Lo mejor de Bee Gees Vol. 2
A Lo mejor de Bee Gees Vol. 2  című lemez a Bee Gees Kolumbiában kiadott válogatáslemeze.

## Az album dalai
1. My World (Barry és Robin Gibb) – 4:20
2. Don't Forget to Remember (Barry és Maurice Gibb) – 3:27
3. I Am The World (Robin Gibb) – 2:34
4. In the Morning (Barry Gibb) – 2:51
5. I.O.I.O. (Barry Gibb, Maurice Gibb) – 2:52
6. Suddenly (Barry, Robin és Maurice Gibb) – 2:29
7. Melody Fair (Barry, Robin és Maurice Gibb) – 3:48
8. Indian Gin and Whisky Dry (Barry, Robin és Maurice Gibb) – 2:01
9. I'll Kiss Your Memory (Barry Gibb) – 4:25
10. Idea (Barry, Robin és Maurice Gibb) – 2:51
11. Lamplights (Barry, Robin és Maurice Gibb) – 4:47
12. Saved By The Bell (Robin Gibb) – 3:03

## Közreműködők
- Bee Gees